# Агломерация Куритиба (мезорегион)

Агломерация Куритиба на карте.

Агломерация Куритиба (порт. Mesorregião Metropolitana de Curitiba) — административно-статистический мезорегион в Бразилии, входит в штат Парана. Население составляет 3 493 742 человека на 2010 год. Площадь — 22 826,331 км². Плотность населения — 153,06 чел./км².

## Демография
Согласно сведениям, собранным в ходе переписи 2010 г. Национальным институтом географии и статистики (IBGE), население мезорегиона составляет:
| Полное население                            | Полное население                            | Полное население                            | Полное население                            | 3 493 742 |
| ------------------------------------------- | ------------------------------------------- | ------------------------------------------- | ------------------------------------------- | --------- |
| в том числе:                                | Городское население                         | 3 199 357                                   | Процент городского населения, %             | 91,57     |
|                                             | Сельское население                          | 294 385                                     | Процент сельского населения, %              | 8,43      |
|                                             | Мужское население                           | 1 702 916                                   | Процент мужского населения, %               | 48,74     |
|                                             | Женское население                           | 1 790 826                                   | Процент женского населения, %               | 51,26     |
| Плотность населения, чел/км²                | Плотность населения, чел/км²                | Плотность населения, чел/км²                | Плотность населения, чел/км²                | 153,06    |
| Население мезорегиона в % к населению штата | Население мезорегиона в % к населению штата | Население мезорегиона в % к населению штата | Население мезорегиона в % к населению штата | 33,45     |

## Статистика
- Валовой внутренний продукт на 2003 год составляет 37 188 938 262,00 реалов (данные: Бразильский институт географии и статистики).
- Валовой внутренний продукт на душу населения на 2003 год составляет 11 134,63 реалов (данные: Бразильский институт географии и статистики).
- Индекс развития человеческого потенциала на 2000 год составляет 0,812 (данные: Программа развития ООН).

## Состав мезорегиона
В мезорегион входят следующие микрорегионы:
1. Серру-Азул
2. Куритиба
3. Лапа
4. Паранагуа
5. Риу-Негру